# Dorslandtrek-Denkmal
Das Dorslandtrek-Denkmal (englisch Dorslandtrek-Monument) ist ein Gedenkort bei Chimhaka, etwa ein Kilometer südlich des Kunene in der gleichnamigen Region im Norden Namibias. Dieses ist seit dem  2. Oktober 2006 ein Nationales Denkmal Namibias.
Der Gedenkort besteht aus dem Denkmal selber sowie einer historischen Polizeistation aus dem Jahr 1900 und fünf Grabstätten auf einer Fläche mit einem Radius von 50 Metern. Das pyramidenförmige Denkmal mit einer Höhe von vier Metern wurde 1952 aus Steinen der Umgebung gebaut. Im gleichen Jahr, sowie 1969, 2001 und 2003 wurden Erinnerungssteine mit Inschriften in das Denkmal eingelassen. Unweit hiervon bei Swartbooisdrift überquerten die Dorslandtrekker den Kunene nach Angola. Der Gedenkort gilt als wichtigstes historisches Zeugnis der Buren in Namibia.